# Vandals de l'Idaho
Les Vandals de l'Idaho (en anglais : Idaho Vandals) sont un club omnisports universitaire de l'université de l'Idaho à Moscow (Idaho). Les équipes des Vandals participent aux compétitions universitaires organisées par la National Collegiate Athletic Association. Idaho évolue dans la Big Sky Conference depuis 2014, sauf au football américain, où les Vandanls évoluaient dans la Sun Belt Conference jusqu'en 2018. Désormais, Idaho est rattachée à Big Sky Conference pour le football américain.
Les équipes de football américain et de basket-ball évoluent dans le même stade couvert. Ce dernier porte le nom de Kibbie Dome quand on y joue au football américain et Cowan Spectrum quand il s'agit de basket-ball. Les équipes de basket-ball déménageront dans la nouvelle Idaho Central Credit Union Arena (capacité de 4 200 places) à son achèvement en 2021. L'équipe féminine de volley-ball jouera également dans la nouvelle arène.
Le 26 avril 2016, les Vandals de l'Idaho ont pris la décision de quitter l’élite du College Football pour rejoindre la Football Championship Subdivision. Quelques mois après avoir été poussé vers la sortie par sa conférence (Sun Belt Conference), l'université de l'Idaho accepte l'invitation de la Big Sky Conference et par conséquent de rétrograder son programme de football américain dès 2018.